# Gekko coi
Gekko coi es una especie de gecos de la familia Gekkonidae.

## Distribución geográfica
Es endémica de la isla de Sibuyán (Filipinas).